# NLite
nLiteは、WindowsのインストールCDをカスタマイズ（軽量化）するためのアプリケーション。 クロアチアのディノ・ヌハギッチ（nuhi）の元で作成・公開されている。また、Microsoft Windows Vista専用のvLiteも作成・公開されている。

## 概要
nLiteの主な機能は以下の4つである。
- 統合（サービスパック、Hotfix とアップデートパック、ドライバ）
- 削除（コンポーネント）
- セットアップ（無人インストール、オプション、Tweaks）
- 作成（ブータブルISOイメージ）

変更した内容は、設定ファイルとして保存することができ、プリセットで読み込むことができる。
1.4.9.3の時点では、サービスパックやHotfixの自動ダウンロード機能は搭載されていないため、手動もしくはWindows Updates Downloaderなどのアプリケーションにより使用者が予め準備しておく必要がある。サービスパックに関しては、各サービスパック公式サイトへのリンクが貼ってある。
動作には、.NET Framework 2.0が必要である。